# Descrizione del modo tenuto dal Duca Valentino nello ammazzare Vitellozzo Vitelli, Oliverotto da Fermo, il Signor Pagolo e il duca di Gravina Orsini
Descrizione del modo tenuto dal Duca Valentino nello ammazzare Vitellozzo Vitelli, Oliverotto da Fermo, il Signor Pagolo e il duca di Gravina Orsini è una breve opera storica di Niccolò Machiavelli, scritta nel 1503. In essa vengono ripercorse le vicende di Vitellozzo Vitelli, Oliverotto da Fermo, Paolo e Francesco Orsini, quarto duca di Gravina, che avevano partecipato ad una congiura contro il duca Valentino, Cesare Borgia (la cosiddetta congiura della Magione, ottobre 1502), e credendo di rappacificarsi con lui vennero da questi catturati e uccisi mentre si trovavano a Senigallia e ne stavano assediando la cittadella difesa da Andrea Doria.